# Alfons X (Metro Barcelona)
Alfons X (bis 1982: Alfonso X El Sabio) ist der Name einer Tunnelstation der Metro Barcelona. Sie befindet sich im Stadtbezirk Horta-Guinardó. Die Station wird von der Metrolinie 4 bedient und ist nach König Alfons X. von Kastilien benannt.

## Geschichte
Die Metrostation wurde am 16. Mai 1974 mit dem Namen Alfonso X El Sabio bei der Erweiterung der Linie 4 eröffnet. 
1982 erhielt die Station den katalanischen Namen Alfons X; Grund dafür war die sprachliche „Normalisierung“ (normalització) in Katalonien, mit der die katalanische Sprache nach der Unterdrückung während der Francozeit wieder als Alltagssprache etabliert werden sollte.
2006 wurde der Zugang für mobilitätseingeschränkte Fahrgäste verbessert.
Ein Jahr später begann die 2008 abgeschlossene Modernisierung der Haltestelle.